# Aref Ali Nayed
 (novembre 2021).
Si vous disposez d'ouvrages ou d'articles de référence ou si vous connaissez des sites web de qualité traitant du thème abordé ici, merci de compléter l'article en donnant les références utiles à sa vérifiabilité et en les liant à la section « Notes et références ».
 (novembre 2021).
La mise en forme du texte ne suit pas les recommandations de Wikipédia : il faut le « wikifier ».
Les points d'amélioration suivants sont les cas les plus fréquents. Le détail des points à revoir est peut-être précisé sur la page de discussion.
- Les titres sont pré-formatés par le logiciel. Ils ne sont ni en capitales, ni en gras.
- Le texte ne doit pas être écrit en capitales (les noms de famille non plus), ni en gras, ni en italique, ni en « petit »…
- Le gras n'est utilisé que pour surligner le titre de l'article dans l'introduction, une seule fois.
- L'italique est rarement utilisé : mots en langue étrangère, titres d'œuvres, noms de bateaux, etc.
- Les citations ne sont pas en italique mais en corps de texte normal. Elles sont entourées par des guillemets français : « et ».
- Les listes à puces sont à éviter, des paragraphes rédigés étant largement préférés. Les tableaux sont à réserver à la présentation de données structurées (résultats, etc.).
- Les appels de note de bas de page (petits chiffres en exposant, introduits par l'outil «  Source ») sont à placer entre la fin de phrase et le point final[comme ça].
- Les liens internes (vers d'autres articles de Wikipédia) sont à choisir avec parcimonie. Créez des liens vers des articles approfondissant le sujet. Les termes génériques sans rapport avec le sujet sont à éviter, ainsi que les répétitions de liens vers un même terme.
- Les liens externes sont à placer uniquement dans une section « Liens externes », à la fin de l'article. Ces liens sont à choisir avec parcimonie suivant les règles définies. Si un lien sert de source à l'article, son insertion dans le texte est à faire par les notes de bas de page.
- La présentation des références doit suivre les conventions bibliographiques. Il est recommandé d'utiliser les modèles {{Ouvrage}}, {{Chapitre}}, {{Article}}, {{Lien web}} et/ou {{Bibliographie}}. Le mode d'édition visuel peut mettre en forme automatiquement les références.
- Insérer une infobox (cadre d'informations à droite) n'est pas obligatoire pour parachever la mise en page.

Pour une aide détaillée, merci de consulter Aide:Wikification.
Si vous pensez que ces points ont été résolus, vous pouvez retirer ce bandeau et améliorer la mise en forme d'un autre article.
Aref Ali Nayed (arabe : عارف علي النايض , romanisé en ʿArif ʿAli al-Nayid), né en 1962, est un érudit islamique libyen et un ancien ambassadeur de Libye aux Émirats arabes unis[réf. nécessaire].

## Carrière
Nayed est le fondateur et le directeur de Kalam Research & Media (KRM), basé à Tripoli, en Libye et à Dubaï. Jusqu'au déclenchement de la révolution en Libye, il a donné des conférences sur la théologie, la logique et la spiritualité islamiques à l'Uthman Pacha Madrassa restauré à Tripoli, et a supervisé des étudiants diplômés au collège islamique là-bas. Avant la libération de Tripoli en 2011, il a été nommé coordinateur du Conseil national de transition du groupe de travail de Tripoli. Il est également secrétaire du Réseau des oulémas libres. Selon l'Institut royal Aal al-Bayt pour la pensée islamique, Nayed est classé 50e parmi les 500 musulmans les plus influents au monde. En août 2011, Nayed a été le premier diplomate nommé par le gouvernement libyen post-Kadhafi, en tant qu'ambassadeur aux Émirats arabes unis. Lors des élections de 2012, Nayed a présenté sa démission une condition sur laquelle il a insisté lors de sa nomination. Sa démission a été rejetée par le gouvernement libyen. Depuis lors, Nayed a démissionné cinq fois, chaque démission étant rejetée par les gouvernements libyens successifs.
Il est candidat à l'élection présidentielle libyenne de 2021.